# Luminous
《Luminous》是日本雙人女子音樂组合ClariS的第6張單曲，於2012年10月10日由SME Records發售。

## 解說
這是ClariS時隔上一張專輯《Wake Up》約2個月後發行的2012年第3張單曲。同名主打歌「Luminous」（日语：ルミナス）被使用於動畫電影《劇場版 魔法少女小圓》的主題曲，也即《劇場版 魔法少女小圓［前篇］起始的物語》與《劇場版 魔法少女小圓［後篇］永遠的物語》的片頭曲。發售形式分為初回限定盤、通常盤、期間限定盤3種。初回限定盤收錄了同名主打歌的PV，期間限定盤收錄了「Luminous」的movie MIX（混音版）和「Connect」Orchestra ver.（管弦樂版）。此外，期間限定盤的正面包裝插圖為鹿目圓、背面為曉美焰。

## 收錄曲

### 通常盤・初回限定版
1. ルミナス [4:08]
  - 作詞・作曲：渡邊翔、編曲：湯淺篤（日语：湯浅篤）
  - 動畫電影《劇場版 魔法少女小圓［前篇］起始的物語》主題曲
  - 根據Clara的說法，本曲代表鹿目圓的心情，內容與原作片頭曲「Connect」相通。此外，由於Alice在錄音時的演唱過於悲傷，所以接受了「演唱時要將少女和Alice本身的心情分開」的指示[3]。
2. Friends [3:49]
  - 作詞・作曲・編曲：角野寿和
  - Clara評價本曲是「給人溫柔感覺的成熟歌曲」[3] 。
3. blossom [4:04]
  - 作詞・作曲・編曲：重永亮介（日语：重永亮介）
  - 輕鬆明快的快節奏歌曲[3]。
4. ルミナス -instrumental-

DVD（初回限定盤のみ）
1. ルミナス（Music Clip）

### 動畫盤（魔法少女小圓盤/期間限定盤）
1. ルミナス
2. Friends
3. blossom
4. ルミナス -movie MIX- [1:42]
5. コネクト -Orchestra ver.-（short EDIT） [1:37]

## 收錄專輯
| 曲名     | 發售日        | 專輯                       |
| -------- | ------------- | -------------------------- |
| ルミナス | 2013年6月26日 | SECOND STORY               |
| ルミナス | 2015年4月15日 | ClariS 〜SINGLE BEST 1st〜 |
| ルミナス | 2017年8月9日  | 魔法少女小圓 Ultimate Best |

## 外部連結
- ClariS | Official Site （页面存档备份，存于）
- Sony Music Entertainment官方網站的歌曲介紹頁面
- 索尼音樂娛樂的介紹頁面
  - 初回限定盤
  - 通常盤
  - 期間限定盤